# Tamasane
Tamasane is een dorp in het district Central in Botswana. De plaats telt 1144 inwoners (2011).